# Kajagoogoo
Kajagoogoo byla britská new wave skupina, která se proslavila svým hitem z roku 1983 Too Shy, který dosáhl na první místo v britském žebříčku UK Singles Chart a Top 10 v mnoha dalších zemích.
Skupina byla založena v Leighton Buzzardu v roce 1978. Původně byla známá jako Art Nouveau, původně čtyřčlenná avantgardní skupina s Nickem Beggsem, který hrál na basovou kytaru, kytaristou Stevem Askewem, klávesistou Stuartem Croxfordem Nealem a Jeremym Strodem, který hrál na bicí.
Roku 1981 přišel nový zpěvák Christopher Hamill, vystupující pod uměleckým jménem Limahl (přesmyčka jeho příjmení). Skupina změnila název na  Kajagoogoo.
S příchodem úspěchu začalo v kapele narůstat napětí a vyvrcholilo tím, že Limahl byl vyhozen ostatními členy kapely v polovině roku 1983 a Nick Beggs pak převzal funkci hlavního zpěváka. V reakci na to Limahl obvinil ostatní, že mu závidí, a řekl: "Byl jsem zrazen!" a "Byl jsem vyhozen za to, že byli úspěšní."